# Alberto Escobar Ángel
Alberto Escobar Ángel (Medellín, 10 de junio de 1940 - 21 de diciembre de 2007) fue un escritor y cronista colombiano. Participó en el movimiento nadaista. Ha sido considerado por los críticos como una de las voces más personales y excéntricas de la poesía de su tiempo

## Trayectoria
Cursó estudios medios y desempeñó algunos oficios, entre ellos el de ortopedista, para dedicarse a la escritura. Participó en el Movimiento Nadaísta con Gonzalo Arango, Elmo Valencia, Jotamario Arbeláez entre otros.
Su obra poética se inicia en la pregunta por la forma y por el contenido para la escritura de un poema que dé cuenta de los trajines, grietas y acechanzas que revientan la existencia humana cada vez más despojada de sentido, tanto en lo íntimo como en lo global de sus usos y gastos. Su escritura cuestiona la inspiración de uso repentista, fácil para tramar burlando la poesía. Al mismo tiempo evidencia que la inspiración es una disciplina que perturba y descodifica los lugares comunes, arrojando al vacío donde es posible la creación. Su poesía ha sido recogida en revistas y antologías. Falleció en su residencia en Medellín el 21 de diciembre de 2007 tras de sufrir infarto de miocardio.

## Obra
- Sinónimos de la angustia (1964)
- La canción del cantante y odalista Andreas Andriakos (1990)
- El archicanto de la lábil labia & Las horas del lecho (1992)